# Tulipán pozdní
Tulipán pozdní (Tulipa tarda, syn. T.dasystemon) je botanický tulipán pocházející z východního Turkestánu, který lze bez problému pěstovat i v České republice.
Patří k nižším druhům (výška 5–13 cm), krátký stonek nese 1–8 květů na krátkých stopkách, které vykvétají během dubna. Květ má tvar hvězdy, uvnitř je žlutý, na konci okvětních lístků s bílými špičkami. Zelené lístky (v počtu 3–7) tvoří růžici. Plodem je trojpouzdrá tobolka.
Cibule je středně velká, vejčitá, s tenkou žlutou slupkou.

## Pěstování
Tulipán pozdní je jedním z nejodolnějších tulipánů vůbec. Je zcela otužilý a lze jej pěstovat jako vytrvalou rostlinu bez nutnosti vyndávat cibulky na zimu z půdy. V našich podmínkách se může rozmnožovat i samovýsevem. Díky svému vzrůstu je tulipán pozdní obzvlášť vhodný na skalku.
Cibulky se sází během podzimu (nejlépe během září – října) přibližně 10 cm hluboko. Vyhovuje jim propustná, spíše sušší půda.